# Archangel'skij rajon
L'Archangel'skij rajon (in russo Архангельский район?) è un municipal'nyj rajon della Repubblica della Baschiria, nella Russia europea.